# 4031 Mueller
Mueller (asteroide 4031) é um asteroide da cintura principal, a 1,7387935 UA. Possui uma excentricidade de 0,1009443 e um período orbital de 982,38 dias (2,69 anos).
Mueller tem uma velocidade orbital média de 21,41716754 km/s e uma inclinação de 18,911º.
Este asteroide foi descoberto em 12 de Fevereiro de 1985 por Carolyn Shoemaker.